# Fútbol australiano
Fútbol australiano, también conocido como fútbol de reglas australianas, football o footy, es un deporte y variante del fútbol que enfrenta a dos equipos de 18 jugadores y se juega con un balón de forma esferoidal en un campo ovalado. Su origen y principal país de desarrollo es Australia, y aparece por primera vez en el siglo XIX.
El principal objetivo es anotar más puntos que el rival, pateando el balón entre dos postes del área rival. Los jugadores pueden hacer avanzar la pelota utilizando cualquier parte del cuerpo, mediante pase con pie o mano o por carrera con el balón. Es un deporte rápido ya que la pelota está en juego en todo momento, salvo cuando el árbitro pita un tiro libre o la bola se sale del campo. Este deporte destaca también por su juego físico y de contacto, en el que se permite placar al rival para parar sus posibilidades de ataque.
El fútbol australiano es el deporte con mayor número de espectadores y uno de los que más deportistas registrados tiene en Australia, aunque en el resto del mundo no cuenta con suficiente implantación. Su principal (y única) liga profesional existente en el mundo es la Australian Football League.

## Reglas del juego

Esquema del campo de juego.

Tanto el balón como el terreno de juego presentan una forma ovalada. A los dos lados de los centrales hay cuatro postes: los dos centrales (postes de meta) son los más altos, y a su lado están los postes de fondo. Cada poste está separado entre sí a una distancia de 6,4 metros. Por otra parte, el campo de juego puede tener entre 135 y 185 metros de largo por 110-155 de ancho. A 50 metros de la línea de gol se dispone una línea curva del mismo tamaño, que marca la zona. El cuadrado central es de 50x50 metros. La bola está hecha de cuero y tiene forma ovalada.
Cada partido consta de cuatro cuartos, con un tiempo medido por un árbitro encargado para ello. En la Australian Football League cada cuarto dura 20 minutos, y el reloj se detiene cada vez que la pelota no está en juego. Al término de cada cuarto, los equipos se cambian de campo.
Cada equipo cuenta con 18 jugadores en el terreno de juego, junto con cuatro más que están en el banquillo. Cada entrenador puede realizar cambios en el momento que quiera del partido, y desde 2008 debe especificarlo al árbitro oficial del encuentro antes de realizarlo. Las acciones principales son patear y coger el balón, con el objetivo de anotar goles y behinds, y sumar más puntos que el rival para vencer.
A diferencia de otras modalidades de fútbol no existe el fuera de juego, por lo que los jugadores de ambos equipos pueden estar en el campo contrario en cualquier momento, incluso antes del saque. La única limitación es que, en el momento del saque, solo puede haber cuatro jugadores de cada equipo en el cuadrado central: un ruckman, dos rover y un ruck rover.

### Durante el partido

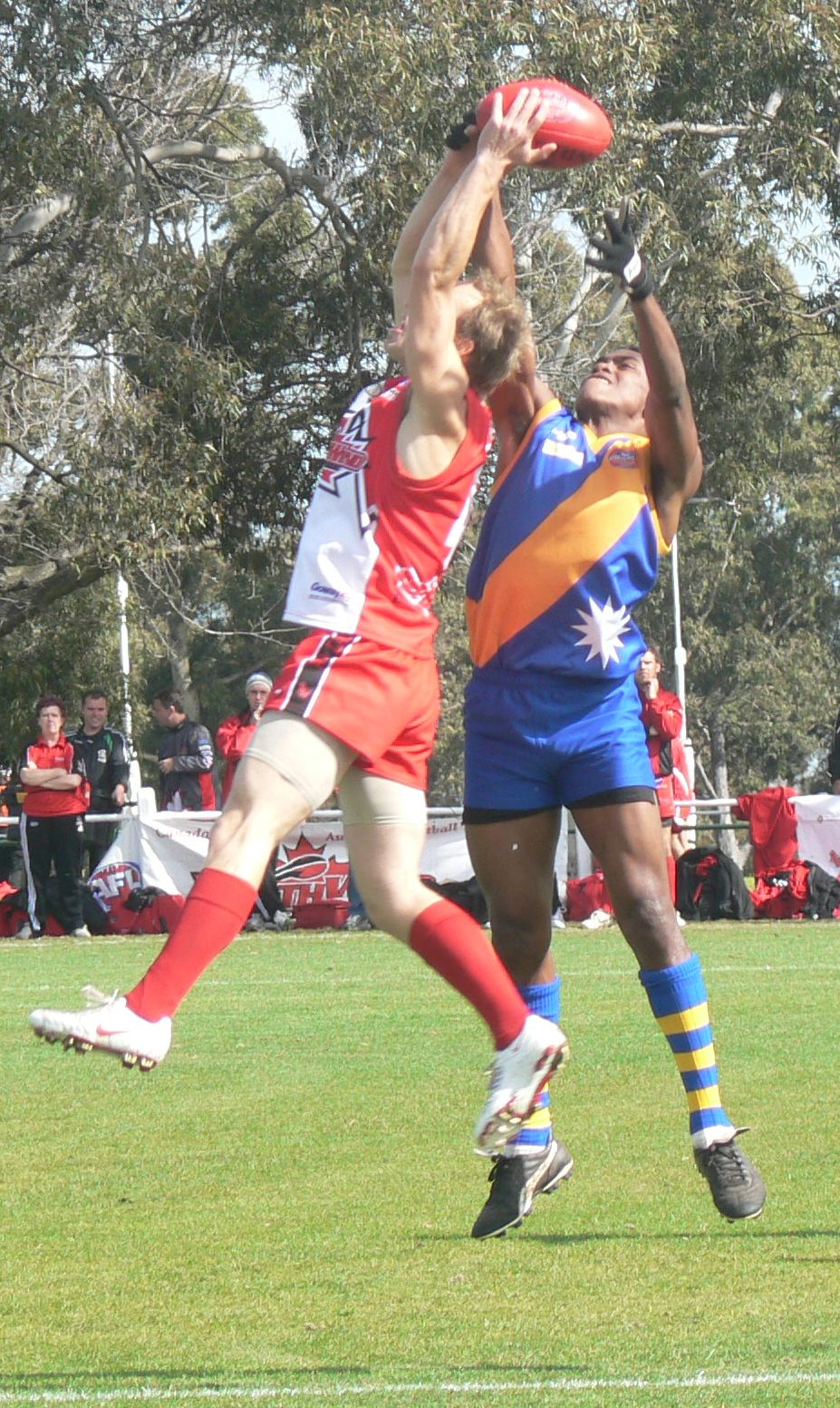
Lucha por el balón entre dos jugadores.

El balón se pone en juego desde el centro del campo al comienzo de cada cuarto o cuando un equipo anota un gol. El encargado de poner la pelota en juego es el árbitro (umpire) de campo, que realiza un bote sobre el círculo central del terreno de juego. Si el terreno de juego está en malas condiciones, lanza el balón al aire. Los ruckmen, jugadores más altos y grandes, de cada equipo intentan conseguir la pelota saltando para pasársela a los rovers, que pueden atacar.
La pelota puede desplazarse en cualquier dirección mediante un puntapié, para que otro jugador del mismo equipo trate de atraparla, preferiblemente en el aire. Otros métodos son sujetar el balón con un brazo y usar el otro para golpear el balón con el puño o la mano abierta. No puede lanzarse nunca hacia abajo, ya que la trayectoria debe ser siempre ascendente. El jugador puede correr con el balón en la mano, pero debe botarlo o hacer que toque el suelo al menos una vez cada 15 metros. Los rivales pueden placar, sujetar o bloquearlo para quitarle la pelota, y en caso de perderla el jugador no puede aferrarse a ella, porque se considera holding. Además, el defensa que sujeta debe dar una oportunidad al jugador para que se deshaga de la bola mediante una patada o puñetazo. El jugador que lleva el balón sólo puede ser placado por debajo de los hombros y encima las rodillas, usando para ello solo las manos, brazos, hombros, pecho y caderas.
Cada jugador está marcado por un oponente, que tendrá que atrapar el balón o evitar que el rival lo agarre. Si un jugador del mismo equipo pasa a otro la pelota con una patada, el balón alcanza una trayectoria alta y es atrapado en el aire por ese otro jugador, se considera un mark y el árbitro concede un tiro libre. Esto significa que el juego se detiene (no así el tiempo) mientras el atacante se dispone a lanzar desde detrás del lugar donde logró atrapar la pelota, sin más interferencias que un defensor a su lado. El specky, o spectacular mark, es la acción más espectacular del juego, ya que los jugadores saltan a atrapar la bola y es donde se suelen producir las acciones más llamativas. Para saltar a por el balón, el futbolista puede apoyarse en otro jugador.
El balón no puede salir del terreno de juego de forma directa, porque supondría un tiro libre para el equipo contrario. Si el balón golpeado bota dentro antes de salir, se considera que la pelota salió del campo. Un árbitro de línea debe ponerlo en juego, poniéndose de espaldas al campo y lanzando el balón con fuerza por encima de su cabeza hacia el terreno de juego.

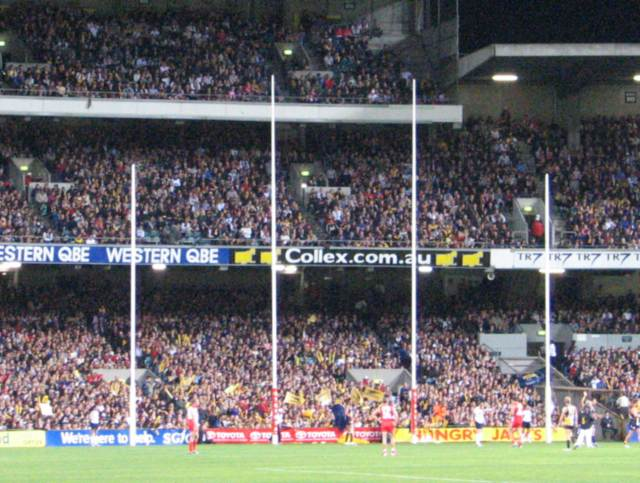
Zona de anotación. Los dos postes centrales son más altos que los laterales.

### Anotación

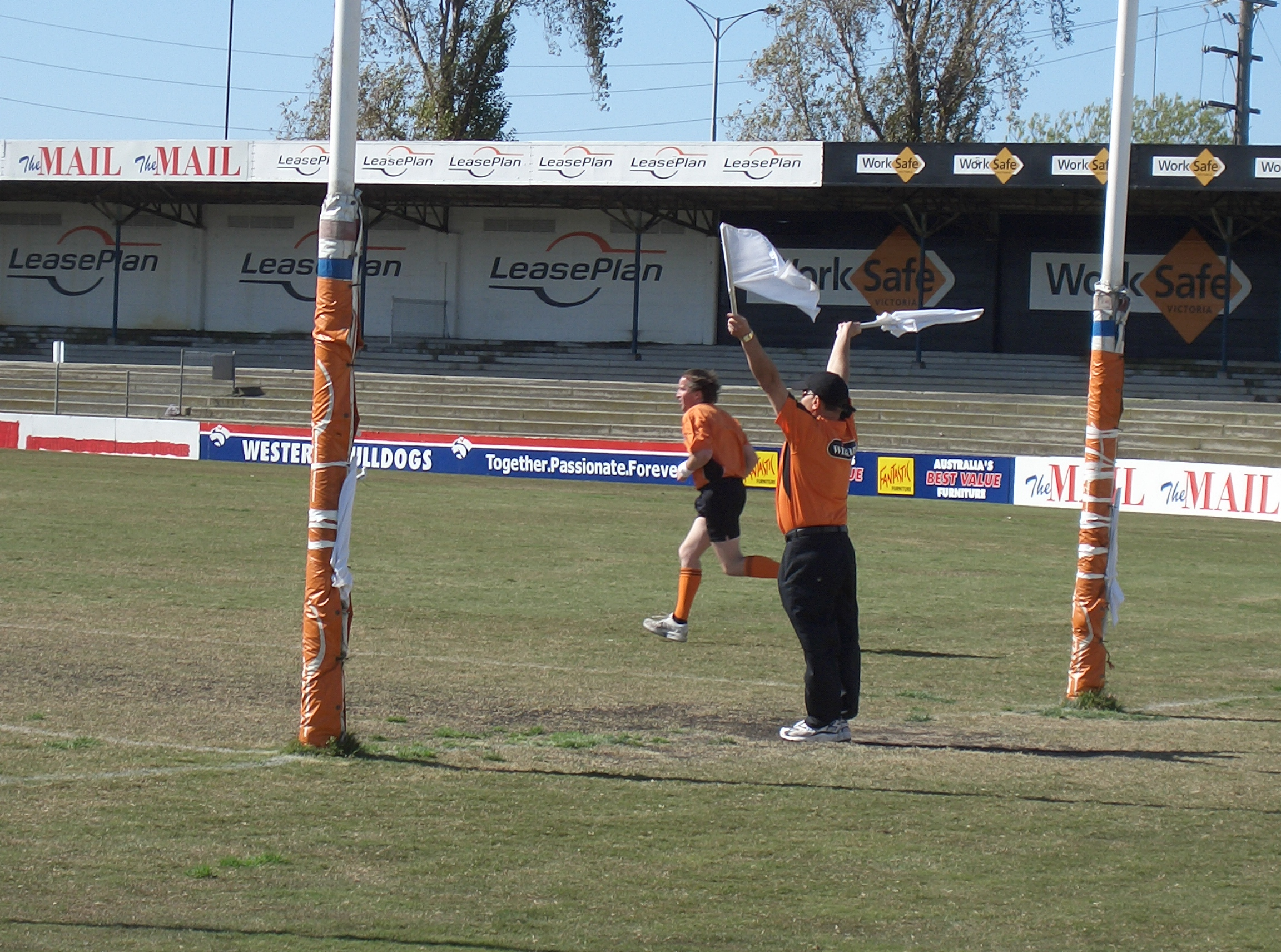
El árbitro situado en zona de anotación señala la consecución de un gol.

En el fútbol australiano el objetivo es anotar goles y behinds. El gol vale seis puntos, mientras que el behind solo uno. Cuando se marca el gol se efectúa un saque desde el centro del campo, mientras que con el behind el equipo al que han anotado el tanto saca desde su propio campo. El equipo que más puntos ha conseguido al término de los cuatro cuartos gana. Puede haber empate en caso de que los dos equipos tengan los mismos puntos, aunque en las fases finales de competiciones se disputa una prórroga.
- Gol: 6 puntos. Para anotarlo el jugador debe conseguir, mediante un disparo con el pie, que el balón pase entre los postes centrales, sin importar a que altura lo haga. Para que se otorguen los seis puntos, el balón no puede ser tocado por ningún otro jugador durante su trayectoria. Aunque lo normal es que la pelota no toque el suelo después del lanzamiento, si llega a botar y cruza los postes centrales no afecta a la puntuación.

- Behind: 1 punto. Se logra cuando la pelota cruza entre un poste central y un poste lateral y, a diferencia del gol, el jugador atacante puede usar cualquier parte del cuerpo. También cuenta con un punto cuando la pelota golpea uno de los postes centrales, o si un jugador atacante pasa el balón por los postes centrales usando otra parte de su cuerpo que no sea el pie. Si un defensa rival anota de forma deliberada (generalmente para evitar un gol del atacante), la estrategia se conoce como rushed behind. Si la bola golpea un poste lateral se considera que ha salido del campo, por lo que no se otorga ningún punto.

El árbitro situado bajo los dos postes es el encargado de señalar la anotación. Para ello debe alzar los dos brazos con los codos pegados en caso de gol, y un solo brazo para indicar un behind. Después, confirma la señal al otro umpire situado en el otro lado agitando sobre su cabeza dos banderas (gol) o una bandera (behind).
Como ejemplo de resultado, consideramos un partido entre St Kilda y Sydney Swans, con el siguiente marcador: St Kilda 15.11 (101), Sydney 8.10 (58). Eso significa que St Kilda ha anotado 15 goles (por valor de seis puntos cada gol) y 11 behinds (un punto por cada behind), con lo cual nos da una suma de 90+11, 101 puntos. Caso similar se aplica con el marcador de Sydney.

### Posición de los jugadores
Cada equipo cuenta con 18 jugadores en el terreno de juego, a los que hay que sumar los jugadores suplentes que pueden entrar al campo en cualquier momento. Aunque cada uno suele tener una posición preferida que requiera una habilidad especial, el estilo de juego del fútbol australiano hace que no existan posiciones definidas. Por ello, puede haber jugadores que desempeñen varias funciones en el campo.
El esquema básico es una división entre posiciones defensivas (backline), centrocampistas (midfield), y delanteros (forward). También está la figura de los followers que, además de desempeñar una de las tres funciones antes citadas, se encargan de poner en juego el balón cuando se saca desde el centro del campo.

## Historia

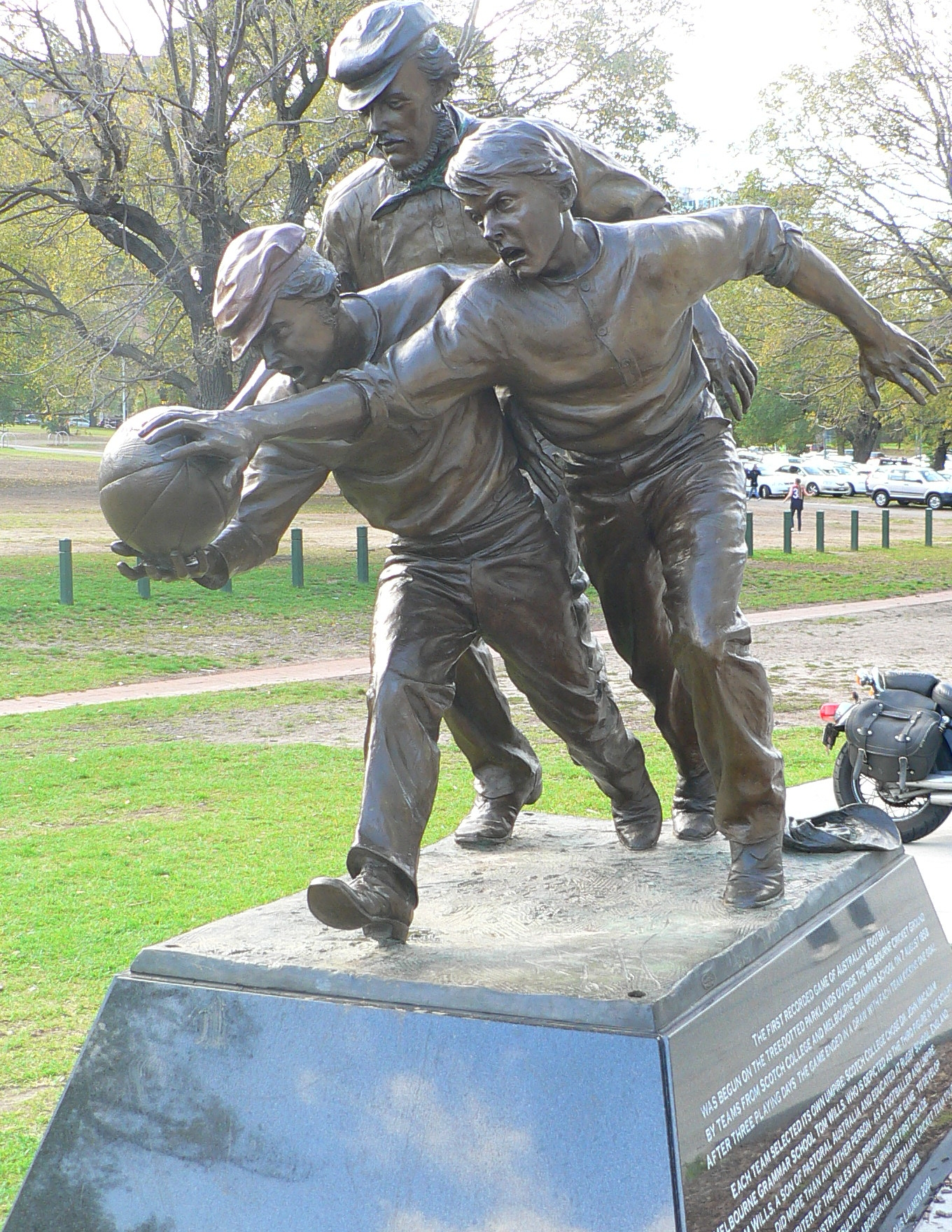
Estatua en honor a Tom Wills y el fútbol australiano, situada en Melbourne.

Los orígenes del fútbol australiano se remontan a 1858, con la celebración de los primeros partidos en la ciudad de Melbourne. El deporte surge a partir de otros a los que jugaban las diferentes tropas británicas establecidas en las colonias, tales como el fútbol gaélico o el rugby. Pronto algunos jugadores de críquet como Tom Wills vieron este juego como una buena oportunidad para mantenerse en buena forma durante los meses de invierno, por lo que comenzó a desarrollarse un primer código de normas. En ese sentido cabe destacar a Henry Colden Harrison y Wills, como pioneros del fútbol de reglas australianas, y al Melbourne Football Club como el primer equipo profesional del país que se creó el 17 de mayo de 1859.
Aunque los primeros partidos se jugaron al aire libre, utilizando los árboles como porterías, pronto se adoptarían los campos de críquet como escenario de juego. El juego tuvo un importante éxito en la colonia de Victoria, concretamente en los alrededores de Melbourne, y fue allí donde comenzaron a realizarse las primeras competiciones. A lo largo del siglo XIX, el deporte se expandió a otros territorios como Australia del Sur, Tasmania o Queensland, y en 1877 se formaron las dos primeras asociaciones de fútbol: South Australian Football Association y Victorian Football Association. Ello propició la creación de diferentes ligas regionales, y más tarde los partidos entre colonias.
En 1897 se crea, tras la decisión de varios clubes de abandonar el campeonato regional de Victoria, la Victorian Football League (VFL). Este campeonato pasaría a ser, años más tarde, considerado como el torneo de liga nacional de Australia, que desde 1990 se llama Australian Football League. Comenzó con ocho clubes, para pasar en 1925 a doce formaciones.
Tras la Segunda Guerra Mundial, que lastró al desarrollo del fútbol australiano, se deciden fomentar los campeonatos interestatales y se crea un comité nacional, la Australian National Football Council, para supervisar un torneo interestatal. Sin embargo, la VFL continuaba siendo el campeonato principal. Hasta la década de 1970 los únicos dominadores eran los estados de Victoria, que reclutaba a los mejores jugadores de otros estados, y Australia del Sur, donde también había afición por este deporte. También se intentó una expansión internacional, con partidos en otros países enmarcados en ferias de demostración y exhibición. Sin embargo, las propuestas no cuajaron en otros países más allá de Oceanía. El estilo de juego varió, pasando a ser más agresivo, rápido y de ataque.
Las audiencias crecieron, especialmente gracias a la retransmisión por televisión de los encuentros para todo el país. Por ello, desde la década de 1980 se emprende una expansión nacional definitiva de la Victorian Football League, a la que ayuda el traslado en 1982 del equipo de South Melbourne a Sídney para crear los Sydney Swans, primer equipo de fuera de Victoria y situado en Nueva Gales del Sur, donde la afición por el fútbol era menor. La respuesta fue positiva, por lo que la VFL decidió otorgar franquicias de expansión a las federaciones de otros estados para que se inscribieran en su campeonato. En 1990, con una nueva realidad, el campeonato VFL pasa a llamarse Australian Football League (AFL).

## Desarrollo y popularidad

### Australia
El fútbol australiano es el segundo deporte con mayor número de seguidores y espectadores en Australia (se encuentra por detrás del críquet), y el país es el único con liga profesional: la Australian Football League. En 2005 se calculó que un promedio de más de 6 millones de personas siguieron los partidos de la AFL, y a pesar de que la mayor parte de los clubes se concentran en Victoria el deporte goza de gran aceptación en todo el territorio nacional. Aunque durante la temporada regular los datos de audiencias descienden, se registra un elevado número de espectadores durante la fase final de la liga. En 2008 contó con una asistencia media al campo de 38.295 espectadores, la cuarta más alta para un campeonato de liga de cualquier deporte en el mundo y solo por detrás de NFL, Indian Premier League de críquet y la Bundesliga alemana.
En cuanto a repercusión mediática, las audiencias de TV suelen situar la final de la AFL como uno de los programas más seguidos del año en el país. Aunque en un principio la liga se mostró reticente a emitir encuentros por televisión, más tarde adoptó un modelo por el que el encuentro se ofrece con un cierto retardo. En la actualidad, depende de la zona de cobertura de cada emisora afiliada a una red nacional que cuenta con los derechos. En 2009 los derechos en abierto de la AFL correspondían a Network Ten. Por otra parte, la televisión por cable o de pago también retransmite encuentros, y es frecuente que la mayoría de cadenas emitan resúmenes. Además de la AFL, cada emisora afiliada puede emitir, dentro de su desconexión territorial, encuentros de ligas regionales, si bien eso depende de cada cadena.

### Resto del mundo
Aparte de Australia, muy pocos países cuentan con una importante presencia del fútbol australiano en su deporte nacional. Fuera de sus fronteras, suele haber una mayor presencia en países de Oceanía. También existe una cierta relación entre este deporte y el fútbol gaélico, por el que algunos jugadores de la República de Irlanda han comenzado a jugar en equipos de la AFL. Se tiene constancia de que existen más de 30 países donde se juega a fútbol de reglas australianas en el mundo, y algunos como Nauru y Papúa Nueva Guinea lo consideran su deporte nacional. Sin embargo, mientras que en Australia hay más de 600.000 jugadores federados, en el resto del mundo apenas se superan los 30.000 deportistas registrados.
Existe un campeonato mundial, de carácter amateur, que ha contado con tres ediciones (2002, 2005 y 2008) y en el que juegan hasta 12 selecciones. Algunos de los equipos nacionales son equipos como Santos de Chile.En España la única federación existente es la de Cataluña, sin apoyos oficiales del gobierno autonómico. Aunque también hubo representación de todo el país (Toros de España) no existe una federación nacional, por lo que Cataluña y España juegan por separado.